# Sightseers
Sightseers (br: Turistas) é um filme britânico de comédia de terror de 2012 dirigido por Ben Wheatley e escrito e estrelado por Alice Lowe e Steve Oram. O filme foi selecionado para exibição na seção Quinzena dos Realizadores do Festival de Cannes.

## Enredo
Chris quer mostrar à namorada Tina seu mundo, mas os acontecimentos logo conspiram contra o casal e o feriado dos sonhos deles toma o rumo errado.

## Elenco
- Alice Lowe	...	Tina
- Eileen Davies	...	Carol
- Steve Oram	...	Chris
- Roger Michael	...	Condutor de bonde
- Tony Way	...	Crich Tourist
- Seamus O'Neill	...	Sr. Grant
- Monica Dolan	...	Janice
- Jonathan Aris	...	Ian
- Aymen Hamdouchi	...	Chalid Sulinan
- Tom Meeten	...	Xamã Chefe

## Recepção
A recepção da crítica foi positiva; o Rotten Tomatoes relatou uma taxa de aprovação de 85% com base em 106 avaliações, com uma classificação média de 7,39/10. O consenso crítico do site diz: "O diretor Ben Wheatley e as estrelas e roteiristas Alice Lowe e Steve Oram entregam um filme de viagem incrível que caminha com sucesso na linha entre a comédia negra e o terror". No Metacritic, o filme tem uma pontuação média ponderada de 69 de 100, com base em 22 críticas, indicando "críticas geralmente favoráveis".